# 스푼 라디오
스푼(Spoon) 또는 스푼라디오(Spoon Radio)는 2016년 3월에 국내를 시작으로 현재는 글로벌 No.1 실시간 오디오 플랫폼이다. 대한민국 서울을 본사에 둔 스푼 라디오사의 서비스이다. 오직 음성으로만 소통하는 MZ세대의 필수 어플로 오디오계의 유튜브로 알려져있다. 한국어, 영어, 일본어, 아랍어 등 여러 언어로 서비스 이용이 가능하다. 지원 가능한 운영 체제로는 iOS, 안드로이드, 웹 등이 있다.

## 역사
2016년경부터 서비스 중인 오디오 라이브 스트리밍 서비스이다. 2017년 5월 첫 투자 유치 후 동년 9월 인도네시아와 베트남에 런칭했으며, 2018년에는 일본과 중동 지역에, 2019년 9월 미국에 진출해 서비스 중이다. 알토스벤쳐스, 소프트뱅크 등으로부터 시리즈A, 시리즈B 투자를 유치했으며, 2019년 12월 시리즈C 투자를 유치하며 성장 중이다.
인터넷 라디오 형식 스트리밍 서비스를 제공한다. 최근 클럽하우스 (애플리케이션), 오디오클립 등 전세계적으로 오디오 서비스가 주목받으며 꾸준하게 성장 중이다.
방송은 모바일 앱과 데스크탑(웹) 모두 가능하다. PC 및 Mac에서 웹 브라우저로 접속했을 때, 우측 상단 방송하기(Beta) 기능으로 바로 라이브 방송이 가능하다.
2020년 한 해 동안 아이템을 837억원어치 판매하였고, 이는 일본 등 해외에서 실적이 증가해 2019년 판매액(486억여원) 대비 70% 이상 성장을 기록했다.

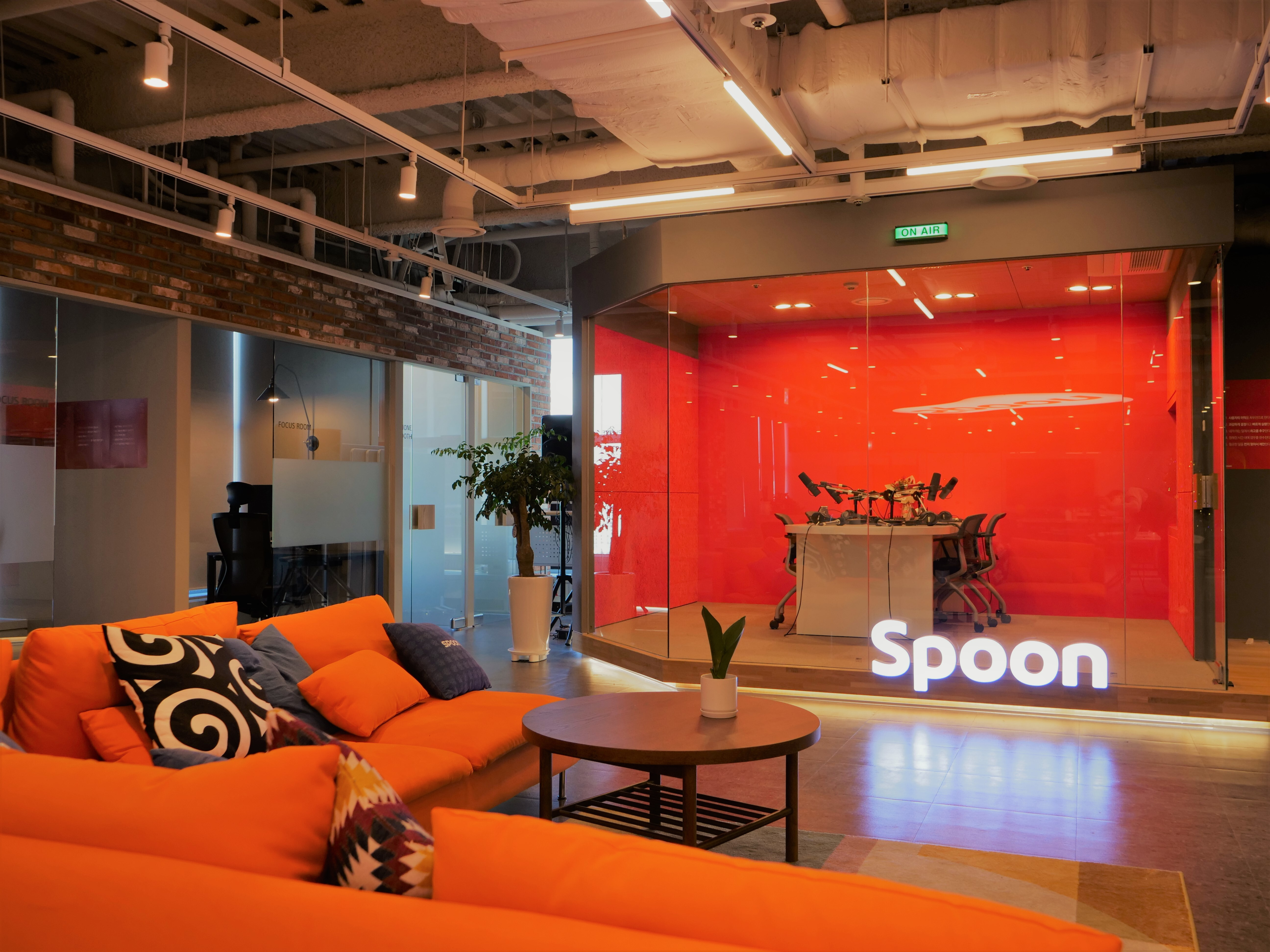
스푼 라디오 오피스

## 주요 기능 및 서비스

### LIVE (라이브)
- 스푼 라이브 기능은 스푼의 대표 기능으로, 실시간 DJ와 다수의 청취자의 소통이 가능한 기능이다. 라이브 방송은 휴대폰 라이브, 웹 라이브 모두 가능하다.
- 스푼의 메인 홈 화면이 바로 라이브 방송들이 노출되는 화면이다. '실시간 인기 라이브', '팔로잉 DJ의 라이브', '오늘/이번주/이번달 Top 라이브 DJ' 등을 확인할 수 있다.
- 라이브 카테고리로는 신입DJ, 라이브콜, 수다/챗, 일상, 음악, 힐링, 티키타카, 고민, 취미, 연애, ASMR, 유머, 성우 등이 있다.

### LIVE CALL (라이브콜)
- 스푼 라이브콜은 스푼 라이브 방송시 DJ와 청취자가 마치 실시간 통화하듯 방송 내 전화 연결을 할 수 있는 기능을 말한다.
- 라이브콜은 DJ가 라이브 방을 만드는 단계에서 때 추가할 수 있으며 라이브콜을 하고 싶은 유저들은 라이브 콜 신청 버튼을 누르면 된다. 다른 유저가 이미 라이브콜을 하고 있다면 대기 상태가 된다.

### CAST (캐스트)
- 스푼 캐스트는 사전에 녹음된 음성 파일을 업로드 하거나, 직접 스푼 앱을 통하여 녹음한 음성 파일을 올릴 수 있는 기능이다. 스푼 라이브 방송을 캐스트로 저장도 가능하다는 점도 있다. 일반 팟캐스트와 사용성은 동일하다.
- 캐스트는 직접 업로드 하거나 라이브 방송을 저장하여 생성 가능하다. 일반 팟캐스트와 사용성은 동일하다.

### TALK (톡)
- 스푼 톡은 하나의 또는 여러 주제를 가지고 한 줄 음성 댓글로 소통하는 기능이다. 다수의 사람들이 지속하여 음성 댓글을 남길 수 있다.
- 특정 주제를 가진 방이 생성되면, 그 주제에 맞는 음성을 녹음하여 유저들이 업로드한다. 서로의 음성 녹음을 듣고 음성으로 답장을 할 수도 있고, 좋아요를 표시할 수도 있다.
- 2023년 9월 말 경 톡 서비스가 종료된다.

### 스푼 (환전 아이템, Spoon)
- 스푼은 아프리카TV의 별풍선과 비슷한 개념이다. 유저들은 스푼을 충천하여 스티커를 선물하는 방식으로 DJ에게 후원을 할 수 있다. 스푼은 라이브와 캐스트에서만 사용이 가능하다.

### 하트 (좋아요, Like)
- 좋아요, 하트, 라이크는 DJ의 라이브, 캐스트, 톡에서 누를 수 있다. 라이브에서 좋아요가 많으면 많을 수록 실시간 라이브 랭킹이 올라간다. DJ의 라이브 랭킹을 올려주고 싶은 경우, 유저들은 10 Like 스티커를 구매하여 사용한다. 10 Like는 한번에 하트를 10개씩 쏠 수 있어서 효과가 좋다.

### 팬보드 (Fanboard)
- 스푼 프로필에서 서로 간의 대화를 나눌 수 있는 공간이다. DJ 팬보드에는 보통 팬들이 DJ에게 전하는 메시지를 올리고, 서로 소통할 수 있는 프로필 타임라인이라고 보면 된다. 유저가 원할 경우 팬보드에 올라온 글을 숨김 처리 기능이 있어서, Private 대화도 가능하다.

### 보이스 프로필 (Voice Profile)
- 보이스 프로필은 목소리를 녹음하여 등록하는 프로필이다. 마이페이지에 가면 등록하고 들을 수 있다. 또한 다른 사람의 보이스 프로필을 듣고 목소리 타입을 선택할 수 있다. 목소리 타입은 Cute, Funny, Sweet, Romantic, Gentle, Scary, Husky 등 다양한 타입이 14가지 있다.

### 아이템 스토어 (Item Store)
- 스푼에서는 기존 스푼을 충전해서 스티커를 구매하던 형식에서 확대하여, 아이템을 따로 구매할 수 있는 스토어를 오픈하였다. 해당 스토어에서는 다음과 같은 아이템 구매가 가능하다. ① 30분 방송 연장, ② 고정매니저 추가, ③ 퀵메시지 추가, ④ 배경화면 변경 횟수 증가 ⑤ 50 LIKE, 100 LIKE ⑥ LIKE 플러스, ⑦ 방송 입장 효과

### 구독 서비스 (My Subscription)
- 스푼에서는 DJ를 대상으로 하는 구독 서비스가 제공된다. 특별함이 가득한 구독 혜택으로 여러 혜택들을 제공한다. ① 구독권 판매 수익의 일부를 DJ에게 제공, ② 프로필 구독 배지, ③ 채팅 효과, ④ 구독자 전용 라이브 입장 가능

## 오리지널 콘텐츠
스푼은 유저들이 직접 만드는 콘텐츠 뿐만 아니라 직접 제작하는 오리지널 콘텐츠도 제공하고 있다.

#### PL의 라라랜드
- PL의 라라랜드는 싱어송라이터 PL이 스푼의 DJ들을 초대하여 음악을 듣고 토크를 하는 라이브 방송이다.

#### 보라다방
- 보라다방은 배우 김보라와 박지빈이 진행하던 콘텐츠로, 유명 게스트를 초대하여 청취자들에게 사연을 받고, 때로는 청취자와 직접 토크를 하는 라이브 방송이었다.

#### 분노의 칭찬봇
- 분노의 칭찬봇은 황광희가 진행 중인 콘텐츠로, 청취자의 사연을 읽고, 누가 들어도 칭찬 받아 마땅한 사소한 경험부터 딱 봐도 칭찬 거리 없는 행동까지, 처음부터 끝까지 놓치지 않고 격렬하게 무조건 칭찬만 해 주는 코너와 부모님도 선생님도 상사도 알려주지 않지만 인생 실전에 꼭 필요한 꿀팁을 알려주는 코너로 구성되어 있다.[2]

## 콜라보 콘텐츠

#### 둘위드유
- 둘위드유는 스푼과 딩고 프리스타일이 콜라보하여 제작된 콘텐츠이다. 래퍼 미노이의 신곡 'DOOL' 음원 MR에 벌스를 녹음하여 스푼 캐스트로 올리면 미노이가 들어보고 평가하는 오디션 프로그램이다. 1위에게는 미노이와 스푼에서 합동 방송을 할 수 있고 딩고 프리스타일에 출연할 수 있는 혜택이 주어진다.

#### 야나두
- 스푼과 야나두가 콜라보했으며, 야나두가 DJ가 되어 스푼 영어 교육 콘텐츠를 캐스트 형태로 올렸다.

## 연혁
- 2016.03 스푼 국내 서비스 런칭
- 2017.05 Series A 투자유치(25억)/ Altos, 500 Startups
- 2017.09 스푼 인도네시아, 베트남 서비스 런칭
- 2018.04 스푼 일본 서비스 런칭
- 2018.07 Series B 투자 유치(190억) / SoftBank Ventrues,Goodwater
- 2018.11 스푼 사우디 등 GCC 5개국 런칭
- 2019.07 누적 다운로드 1000만 달성
- 2019.08 월간사용자(MAU) 200만 달성
- 2019.09 스푼 미국 서비스 런칭
- 2019.11 신용보증기금 '혁신 아이콘 기업'선정
- 2019.12 Series C 투자유치(450억)/ KB, IMM, SBI, Naver
- 2020.05 ISO/IEC 27001 & ISO/IEC 27701 획득
- 2020.11 과학기술정보통신부 주최 K-ICT 정보보호 대상 수상

## 같이 보기
- Musical.ly
- 클럽하우스 (애플리케이션)